# Rio Albești (Bahlui)
O Rio Albeşti é um rio da Romênia afluente do rio Bahluieţ, localizado no distrito de Iaşi.